# Stefan Schwarz
Hans-Jürgen Stefan Schwarz (Malmö, 18 de abril de 1969), conhecido por Stefan Schwarz, é um ex-futebolista sueco, actuando como defesa ou médio esquerdo. Tinha como pontos fortes a sua entrega ao jogo, raça e remate forte.
Schwarz jogou 69 vezes pela seleção do seu país, muitas vezes enquanto capitão de equipa. Participou nas fases finais do Campeonato Mundial de Futebol de 1990 e 1994 e do Campeonato Europeu de Futebol de 1992.
Atualmente é empresário de futebol e comentador da BTV (canal desportivo do clube Sport Lisboa e Benfica), tendo fixado residência em Portugal.

## Carreira
Nascido de pai alemão na cidade de Malmo, Schwarz começou sua carreira como meio-campista na academia do Kulladals FF. Entre 1985 e 1987, ele passou duas temporadas nas categorias de base do Bayer Leverkusen. Ele fez sua estreia como jogador de futebol profissional no clube de sua cidade natal, o Malmö FF. Ele então se mudou para o Benfica na temporada 1990-91 para jogar sob o comando do técnico Sven-Göran Eriksson. Schwarz foi uma seleção regular do Benfica nas quatro temporadas seguintes, venceu a Primeira Liga duas vezes e jogou no time que eliminou o Arsenal da Taça dos Clubes Campeões Europeus de 1991–92.
Posteriormente, ele se mudou para Londres para jogar pelo Arsenal no verão de 1994 por £ 1,8 milhão. Ele ficaria "frustrado" com as táticas de George Graham durante a temporada e queria ser utilizado em um sentido mais ofensivo da equipe. Os Gunners lutaram na liga naquela temporada, mas chegaram à final da Taça dos Vencedores das Taças de 1995. Aquela dramática derrota na prorrogação para o Real Zaragoza foi o último jogo de Schwarz pelo Arsenal. Ele deixou o Highbury [en] após apenas uma temporada no clube.
Schwarz completou sua transferência de £ 2,5 milhões para a Fiorentina. Ele passou três temporadas na Itália, conquistando a Copa da Itália e a Supercopa. No verão de 1998, ele se reuniu com Cladio Ranieri e mudou-se para o Valência, onde passou apenas um ano, antes de ingressar no time inglês do Sunderland em 29 de julho de 1999 por uma taxa recorde do clube, £ 3,75 milhões. O clube inseriu uma "cláusula espacial" em seu contrato, que afirmava que se ele viajasse para o espaço, seu contrato se tornaria totalmente inválido.
Ele foi premiado com o Guldbollen em novembro de 1999, prêmio da Suécia para o melhor jogador de futebol do ano. Schwarz era um meio-campista agressivo que manteve a simplicidade com a bola, mas sua experiência foi crucial para o recém-promovido Sunderland, que terminou em um impressionante 7º lugar na Premier League. Eles repetiram o feito na temporada seguinte.
Schwarz, aos 33 anos, desentendeu-se com o técnico Peter Reid e parecia não ter futuro no Sunderland depois de ser colocado na lista de transferências no verão de 2002. Mas com o Sunderland sofrendo com a falta de meio-campistas, Schwarz veio fora do banco nos últimos 25 minutos da eliminatória da Copa da Liga contra o Sheffield United em 3 de dezembro de 2002, e foi sua última aparição pelo clube. O ex-capitão da Suécia já havia sido trazido do frio sob o comando do novo técnico Howard Wilkinson [en], que lhe deu a função de treinador logo após sua chegada. Schwarz finalmente se aposentou em março de 2003.

### Carreira internacional
Depois de representar as seleções sub-17, sub-19 e sub-21 da Suécia, Schwarz fez sua estreia internacional pela Suécia em 14 de fevereiro de 1990 como reserva em um amistoso contra os Emirados Árabes Unidos, onde substituiu Pontus Kåmark aos 80 minutos antes de também marcar seu primeiro gol internacional em um empate por 1-1. Alguns meses depois, ele apareceu em seu primeiro grande torneio pela Suécia, jogando em todas as três partidas como lateral-esquerdo com a Suécia, onde foi eliminada da Copa do Mundo FIFA de 1990 na fase de grupos.
Em 1992, Schwarz apareceu em três jogos enquanto a Suécia avançava para as semifinais da Eurocopa de 1992 antes de ser eliminada pela Alemanha Ocidental. Em 1994, ele jogou no meio-campo ao lado de Jonas Thern, enquanto a Suécia terminou em terceiro na Copa do Mundo FIFA de 1994. Uma lesão no tendão calcâneo o manteve fora da equipe para o Eurocopa de 2000.
Ele declarou sua aposentadoria da seleção em agosto de 2001, para se concentrar no seu clube, após uma série de lesões enquanto jogava pela seleção nacional. Sua última aparição internacional foi em uma partida de qualificação para a Copa do Mundo FIFA de 2002 contra a Moldávia em 28 de março de 2001.
Schwarz somou um total de 69 caps durante sua carreira, marcando seis gols.

## Títulos
Arsenal
- 2° lugar da Recopa Europeia da UEFA: 1994–95

Benfica
- Primeira Divisão: 1990–91 e 1993–94

Fiorentina
- Coppa Italia: 1995–96
- Supercopa da Itália: 1996

Malmö
- Allsvenskan: 1987 e 1988
- Copa da Suécia: 1988–89

Valencia
- Copa Intertoto da UEFA: 1998
- Copa del Rey: 1998–99

Seleção Sueca
- 3° lugar da Copa do Mundo FIFA: 1994

### Prêmios individuais
- Guldbollen: 1999
- Torneio Internacional de Wembley – Homem do torneio: 1994